# Стануловци
Стануловци (на македонска литературна норма: Стануловци) e село в североизточната част на Северна Македония, част от община Свети Никола.

## География
Селото е разположено източно от Свети Никола, в западното подножие на планината Манговица.

## История
Църквата „Свети Димитър“ е от XV век.
При избухването на Балканската война в 1912 година 4 души от Стануловци са доброволци в Македоно-одринското опълчение.
След Междусъюзническата война в 1913 година селото попада в Сърбия.
На етническата си карта от 1927 година Леонард Шулце Йена показва Станюловци (Stanjulovci) като село с неясен етнически състав.
В 1994 година селото има 4, а в 2002 година – 2 жители, всички северномакедонци.

## Личности
Родени в Стануловци
- Вицо Лазаров, български революционер, деец на ВМОРО, действал в 1915 година в източната част на Вардарска Македония с чета, вероятно под командването на Иван Бърльо[5]